# Toapaya Utara
Toapaya Utara is een bestuurslaag in het regentschap Bintan van de provincie Riau-archipel, Indonesië. Toapaya Utara telt 1346 inwoners (volkstelling 2010).